# ماتيلد قروس
ماتيلد قروس (بالفرنسية: Mathilde Gros)‏ هي دراجة فرنسية، ولدت في 27 أبريل 1999 في لنس في فرنسا.

## وصلات خارجية
- ماتيلد قروس على موقع أرشيف الدراجات (الإنجليزية)
- ماتيلد قروس على موقع CycleBase (الإنجليزية)
- ماتيلد قروس على موقع اللجنة الأولمبية الدولية (الإنجليزية)
- ماتيلد قروس على موقع أوليمبيديا (الإنجليزية)
- ماتيلد قروس على موقع اللجنة الأولمبية الفرنسية (مؤرشف) (الفرنسية)